# Bugzy-Święchy
Bugzy-Święchy – kolonia w Polsce, w województwie mazowieckim, w powiecie przasnyskim, w gminie Chorzele.
Do 2023 miejscowość była częścią wsi Bugzy Płoskie.
W latach 1975–1998 miejscowość administracyjnie należała do województwa ostrołęckiego.